# Medaglia di Federico Augusto

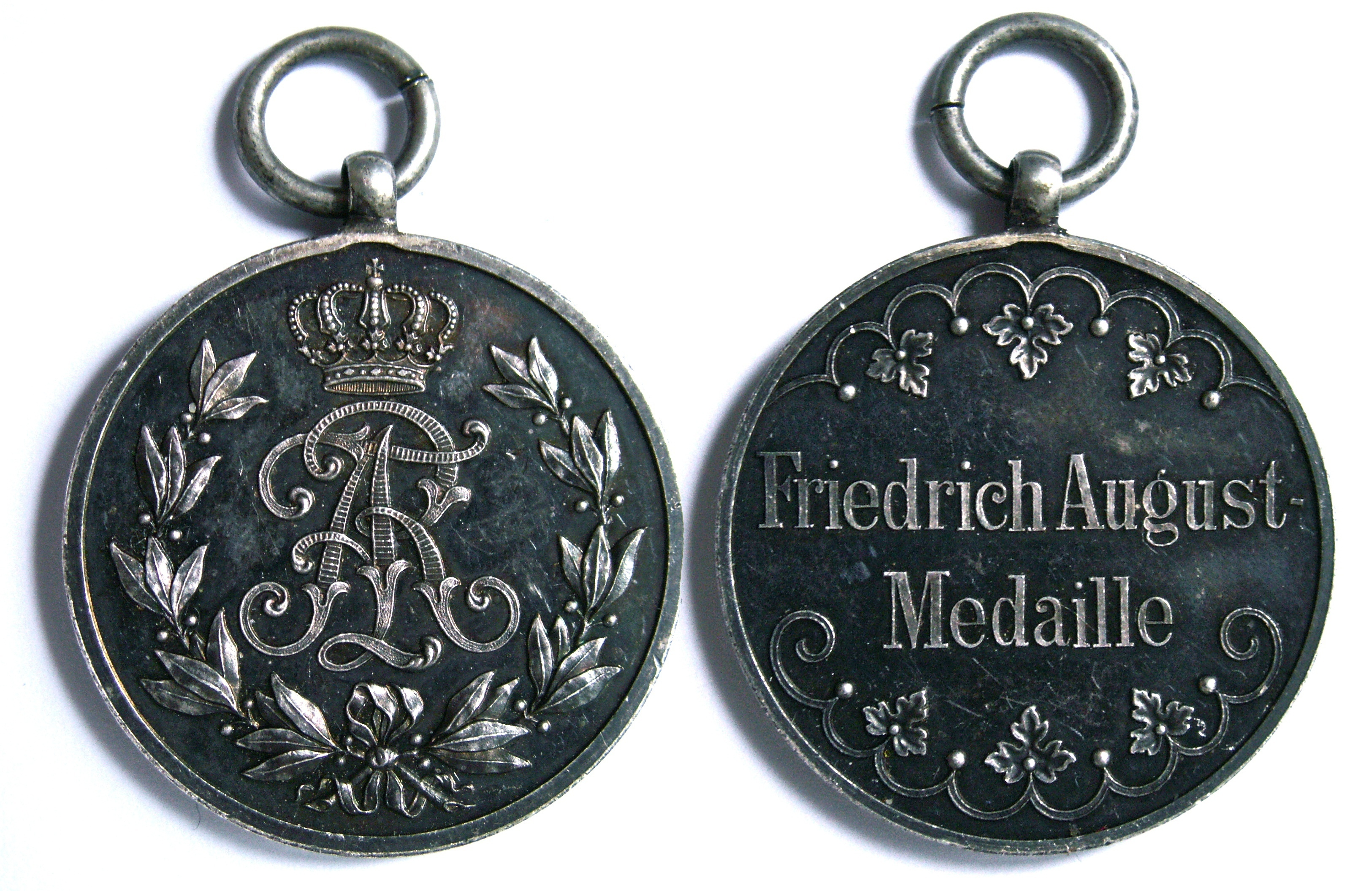
La medaglia

La medaglia di Federico Augusto fu una decorazione militare concessa nell'ambito del Regno di Sassonia.

## Storia
La medaglia venne concessa sia in pace che in guerra dal Re Federico Augusto III e venne creata il 23 aprile 1905 per riconoscere i militari che si fossero distinti per conoscenza e servizio, con la restrizione che potesse essere concessa solo fino al grado di sergente. I ranghi più alti dell'esercito, venivano insigniti dell'Ordine militare di Sant'Enrico. La medaglia era realizzata in bronzo, ma talvolta venne anche realizzata in argento.
La medaglia venne concessa con regolarità a partire dal 1908 sino al 1918 in un totale di circa 24.000 pezzi. Il disegno della decorazione venne realizzato dal famoso Max Barduleck (1846-1923).

## Insegne
La medaglia consisteva appunto in un tondo di bronzo o d'argento che sul diritto riportava le iniziali di Federico Augusto III ("F A") coronate e racchiuse in una corona d'alloro; il retro, invece, riportava la scritta "Friedrich August Medaille" racchiusa in una corona fiorata.
La medaglia si differenziava però nel diametro, a seconda del motivo della concessione:
- in bronzo (in periodo di guerra): 28 mm di diametro
- in bronzo (per le donne in guerra): 28 mm di diametro
- in bronzo (in periodo di pace): 16 mm di diametro
- in argento (in periodo di guerra): 28 mm di diametro
- in argento (in periodo di pace): 16 mm di diametro

Il nastro per la medaglia era giallo con una striscia bianca su ciascun lato.